# Paralistroscelis
Paralistroscelis is een geslacht van rechtvleugeligen uit de familie sabelsprinkhanen (Tettigoniidae). De wetenschappelijke naam van dit geslacht is voor het eerst geldig gepubliceerd in 1908 door Carl.

## Soorten
Het geslacht Paralistroscelis  is monotypisch en omvat slechts de volgende soort:
- Paralistroscelis listrosceloides (Karny, 1907)